# Taxi (film, 1998)
Pour les articles homonymes, voir Taxi (homonymie).
Série Taxi
Taxi 2
(2000)
Pour plus de détails, voir Fiche technique et Distribution.
Taxi est une comédie policière française réalisée par Gérard Pirès, sortie en 1998.
Il s'agit du premier film de la série Taxi, écrit et produit par Luc Besson.
Le film suit Daniel qui débute en tant que chauffeur de taxi à bord de sa Peugeot 406 blanche qu'il a lui-même modifiée, passionné par la vitesse. Un jour, il a comme client Émilien qui lui révèle en fin de course son métier de policier et l'arrête pour excès de vitesse pendant le trajet. Le policier lui propose de collaborer avec lui pour coincer un gang de malfaiteurs qui sévit en ville. Au cours de l'enquête, les deux hommes sympathisent et deviennent amis...

## Synopsis
À Marseille, fou de volant, Daniel Morales quitte son travail de livreur de pizza pour devenir chauffeur de taxi. Au volant de sa Peugeot 406 blanche qu'il a lui-même modifiée, il attend des clients comme Camille, une gentille femme d'une cinquantaine d'années qu'il conduit avec douceur, mais lorsque l'un de ses clients lui demande d'arriver à Marignane en moins de vingt-cinq minutes, il équipe son taxi et conduit comme un pilote de Grand Prix. Il fréquente la belle Lili, mais tous deux ne trouvent pas de moment pour passer une nuit ensemble.
Pendant ce temps, Émilien, le fils de Camille, policier maladroit et peu sûr de lui, tente de passer son permis de conduire pour la huitième fois, en vain. Pour éviter que les gens du quartier lui demandent de faire sauter leurs contraventions, sa mère le fait passer pour un ingénieur d'IBM. Il est amoureux de la compétente (et plantureuse) Petra, adjointe du commissaire Gibert. Ce dernier charge toute la brigade d'arrêter un gang de braqueurs de banques allemands qui s'apprête à sévir à Marseille. Mais l'opération policière lors du premier braquage vire au fiasco lorsque les policiers font face...au convoi du Ministre de l'Intérieur en visite officielle à Marseille, qui passait par là au mauvais moment. Alors que les policiers et la sécurité du Ministre se tirent dessus, les braqueurs, non impliqués dans l'incident, prennent la fuite.
Le lendemain, après que son fils est venu déjeuner chez elle, Camille appelle Daniel pour le ramener au boulot. Au cours du trajet, Daniel critique violemment les policiers qu'il déteste et Émilien les défend ardemment. Après une démonstration de ses talents de pilote dans les rues de Marseille, Daniel se retrouve au commissariat, Émilien lui révèle alors son véritable métier et lui confisque son permis. Le policier propose alors à Daniel de l'aider à arrêter le gang de braqueurs allemands pendant un mois, en échange de quoi il passera l'éponge sur ses excès de vitesse et lui rendra son permis.
Grâce à son sens de l'observation et à ses connaissances en mécanique, Daniel identifie le garagiste chez qui les Allemands partent réparer leur véhicule. Daniel et Émilien s'y rendent et observent les allées et venues, Daniel apprend que Krüger, le patron, est insomniaque et ne ferme jamais. La nuit venue, les Allemands arrivent à bord de leur Mercedes grise pour récupérer des pneus neufs qu'ils avaient commandés. Inspiré par une tactique de deux chauffeurs de taxi coréens, Émilien se cache dans leur coffre mais il est démasqué (il est logique de mettre les pneus neufs dans le coffre) et jeté violemment dans une poubelle. Daniel l'aide à en sortir et tous deux sympathisent en gardant sous silence ce petit incident.
Le lendemain, Émilien et Daniel se rendent à nouveau au garage, Émilien veut interroger Krüger mais celui-ci sort un pistolet-mitrailleur et leur tire dessus. Daniel a le temps de protéger Émilien derrière une voiture et une fusillade commence. Tous les employés s'enfuient à bord d'une camionnette, y compris le patron. Émilien continue à tirer comme un fou jusqu'à ce que Daniel lui fasse remarquer qu'il n'y a plus personne à part eux dans le garage. Émilien décide de réduire son temps de collaboration à une semaine, en remerciement.
Émilien regarde une série américaine à la télévision où un agent secret place un émetteur sur une voiture pour suivre des gangsters ; il s'en inspire et propose ce plan à son chef, le commissaire Gibert... mais est parti trop vite de chez lui et a oublié d'éteindre le feu sous la bouilloire, ce qui va créer un incendie... Les braqueurs arrivent à la banque à bord d'une Mercedes rouge et entrent. Un tireur d'élite caché dans un faux camion-restaurant envoie un émetteur sur la voiture pendant ce temps : les braqueurs repartent très rapidement en se fondant dans la circulation, l'émetteur permettant de les suivre... jusqu'à ce qu'ils repeignent leur voiture en gris métallisé dans un camion et neutralisent l'émetteur. Plus tard, la Mercedes grise est arrêtée par la police mais Gibert s'aperçoit qu'il n'y a pas de sacs d'argent à l'intérieur, uniquement des vêtements. Ses occupants étant sous l'identité de simples touristes, les voitures peuvent repartir.
À cause de l'incendie dû à la bouilloire surchauffée au gaz, Émilien et sa mère se retrouvent sans domicile et frappent chez Daniel en lui demandant de l'héberger. A contrecœur, il accepte malgré l'opposition de sa copine Lili qui est furieuse d'avoir été interrompue pendant sa soirée. Entre-temps, à la banque braquée, un homme de ménage d'origine espagnole récupère les sacs d'argent cachés dans une salle par les braqueurs et les amène à ces derniers. Ils lui donnent une petite partie du butin et libèrent sa femme, qu'ils avaient enlevée.
Au commissariat, Emilien fait part à Pétra, pour essayer de l’impressionner, de sa théorie selon laquelle les Allemands ont utilisé leurs voitures pour créer une diversion. Daniel comprend que les voitures ont été repeintes pour passer inaperçues ; ils se rendent tous deux sur un circuit d'entraînement où se trouvent les braqueurs en train de faire quelques tours. Daniel les provoque en leur proposant une course, le jeu du lièvre, et l'emporte. Les Allemands sont fortement agacés, ce qui fait partie du plan de Daniel, qui explique à Émilien que le but est de les provoquer pour les amener dans une souricière. Le policier aurait préféré appeler des renforts pour arrêter les Allemands mais il n'avait aucune preuve valable de leurs méfaits.
Suivant le plan de Daniel, Émilien subtilise une clef à feu rouge d'un collègue et Jimmy, un ami de Daniel en fait 20 copies. Il emprunte également 20 talkies-walkies et, stimulé par le sermon de Daniel, dit ses quatre vérités à un collègue agaçant et va embrasser Petra, sa collègue dont il est amoureux, mais en reçoit une gifle. Le soir, Emilien et Daniel retrouvent Lili et Camille qui ont sympathisé au cours des longues dernières heures, et Lili rentre chez elle. Émilien et Daniel passent la nuit à discuter de leurs choix de vie, réalisant qu'ils viennent du même quartier.
Le matin suivant, la brigade de Gibert est en alerte, car les braqueurs commencent leur dernier braquage de banque. Lors de l'attaque, les braqueurs arrivent avec 2 Mercedes rouges, la police échoue à les stopper car ils emmènent des otages avec eux puis s'en débarrassent rapidement. Les bandits décident alors de retourner en Allemagne, leur objectif de braquages étant atteint.
Daniel a repéré où se trouvait le camion dans lequel les Mercedes sont repeintes en gris métallisé. Il les suit et les rejoint à un feu rouge, il provoque alors méchamment les braqueurs qui le poursuivent pour lui régler son compte ; une course-poursuite spectaculaire s'engage alors dans les rues de Marseille où de nombreux automobilistes subissent des accidents, heurtés par les voitures des protagonistes. Daniel s'engage sur une portion d'autoroute non achevée et freine au moment où le bitume se termine ; les Allemands ayant accéléré se retrouvent au-dessus d'une pile de pont non reliée à la route et sont donc coincés. Étant donné que leurs coffres sont cette fois remplis de sacs d'argent, la police peut enfin arrêter les braqueurs et leurs complices.
Émilien et Daniel sont faits chevaliers de l'ordre national du mérite pour leur acte. Le premier reçoit les excuses de Petra et le second une proposition du préfet qui, pour annuler ses infractions, lui propose de piloter sous les couleurs de la Police Nationale lors d'une course F3.

## Fiche technique
Sauf indication contraire, les informations mentionnées dans cette section peuvent être confirmées par la base de données cinématographiques IMDb,  présente dans la section « Liens externes ».
- Titre original : Taxi
- Réalisation : Gérard Pirès
- Scénario : Luc Besson
- Musique : Akhenaton
- Direction artistique : Frank Schwarz
- Décors : Jean-Jacques Gernolle
- Costumes : Chattoune
- Photographie : Jean-Pierre Sauvaire
- Son : Vincent Arnardi, Vincent Tulli, Jacques Thomas-Gérard
- Montage : Véronique Lange
- Production : Luc Besson, Laurent Pétin et Michèle Pétin
- Sociétés de production[1] : ARP Sélection, TF1 Films Production, Studiocanal, Cofimage 9 et Studio Images 4, EuropaCorp (non crédité)
- Sociétés de distribution : ARP Sélection (France) ;  RCV Film Distribution (Belgique), Motion International (Québec), Pathé Films AG (Suisse romande)[réf. souhaitée]
- Budget : 8,1 millions d’ €[2]
- Pays de production :  France
- Langues originales : français, allemand, coréen, portugais
- Format[3] : couleur - 35 mm - 2,35:1 (Cinémascope) - son Dolby Digital
- Genre : comédie policière
- Durée : 86 minutes
- Dates de sortie[4] :
  - France : 8 avril 1998 (sortie nationale) ; 5 avril 2010 (ressortie en numérique)[réf. souhaitée]
  - Suisse romande : 8 avril 1998[5]
  - Belgique : 27 mai 1998[6]
  - Québec : 13 novembre 1998[réf. souhaitée]
- Classification[7] :
  - France : tous publics[8]
  - Belgique : tous publics (KT/EA : Kinderen Toegelaten / Enfants Admis)[6],[9]
  - Suisse romande : interdit aux moins de 12 ans[10]

## Distribution
Sauf indication contraire, les informations mentionnées dans cette section peuvent être confirmées par la base de données cinématographiques IMDb,  présente dans la section « Liens externes ».
- Samy Naceri : Daniel Morales
- Frédéric Diefenthal : Émilien Coutant-Kerbalec
- Marion Cotillard : Lilly Bertineau
- Manuela Gourary : Camille Coutant-Kerbalec
- Emma Sjöberg : Petra
- Bernard Farcy : Commissaire Gérard Gibert
- Édouard Montoute : Alain Trésor
- Georges Neri : Joe, chef de la pizzeria
- Guy Quang : le livreur de pizzas
- Maurice Murcia : le chauffeur de taxi tout juste retraité
- Sabine Bail : l'employée de la préfecture
- Dan Herzberg : Paulo, employé de Pizza Joe
- Sébastien Thiéry : l'examinateur du permis
- Éric Bérenger : le boucher chez qui Emilien s'encastre avec la voiture
- Philippe du Janerand : le client pressé
- Christophe Fesquet : Flic radar 1
- Gérard Vantaggioli : Flic radar 2
- Tara Römer : le collègue lourd d'Émilien
- Christian Mazzuchini : le chauffeur à la coupe mulet
- Guillaume Lanson : le tireur d'élite beauf
- Gérard Dubouche : le chauffeur de Gibert
- Richard Sammel : Scholz, le chef du gang allemand
- Niels Dubost : Karl, le braqueur allemand blond
- Franck Libert : le braqueur allemand aux grimaces
- Stephan Chrisz : le 4e braqueur allemand
- Sébastien Pons : Akim
- Pierre Brichese : chauffeur
- Malek Béchar : Marco, un jeune voleur de voitures
- Kassem Tarek : Rachid, ami de Marco (non crédité)
- Dominique Noé : le ministre de la Défense
- Paul Fructus : le patron du bar voisin de Krüger
- Grégory Knop : Krüger, le garagiste allemand
- Denis Braccini : le chef des pompiers
- Bernard Destouches : flic barrage valises
- Emilio Martinez : le nettoyeur de la banque
- Catherine Alias : la femme du nettoyeur
- Stephane Algoud : Jimmy, ami de Daniel qui copie les clés
- Thierry Melia : le caissier de la banque
- Jérôme Leuleu : Jean Bat, employé de Pizza Joe
- Jean-François Palaccio : jeune flic mépris
- Henri Masini : vieux flic mépris
- Jean-Baptiste Chaudoul : flic feu rouge numéro 13
- Paul Silve : le préfet
- Didier Gayral : CRS 1er carton
- Ludovic Lavaissière : Pizzaïolo portant Sami Naceri
- Stéphane Eichenholc : Flic radar 3

De nombreux pilotes renommés ont participé aux cascades automobiles : Jean-Louis Schlesser, Jean Ragnotti, Henri Pescarolo, Raymond Touroul, Jutta Kleinschmidt, Jean-Pierre Jarier, Renaud Malinconi et Jean-Pierre Jabouille.

## Production

### Genèse et développement
Luc Besson, producteur et scénariste du film, a écrit le scénario en trente jours. Accaparé par la réalisation de son propre film Le Cinquième Élément, il confie la réalisation de Taxi à Gérard Pirès qui alors n'avait plus réalisé de long-métrage depuis quinze ans. Néanmoins, ce dernier a réalisé entre-temps de nombreux clips publicitaires pour des automobiles dont des Peugeot.
Le réalisateur Gérard Pirès se retrouve hospitalisé à cause d'une chute à cheval juste avant le début du tournage. Luc Besson appelle alors Gérard Krawczyck pour tourner les premières scènes. Il sera ensuite le réalisateur des trois autres opus de la saga.
L'histoire devait se dérouler à Paris,. Mais à la suite de soucis d'autorisation, et pour réduire drastiquement le budget, les dirigeants du Gaumont (le producteur historique de Luc Besson) proposent d'engager des acteurs sans notoriété et de déplacer l'intrigue à Marseille, ville où les autorisations pour tourner les scènes de cascades automobiles sont plus faciles à obtenir que dans la capitale. Malgré ça, la Gaumont décide de se retirer du projet, doutant du succès du film car non réalisé par Luc Besson. À la suite du refus de la Gaumont, producteur de ses projets précédents de financer Taxi, Luc Besson débauche Pierre-Ange Le Pogam, n°3 de la Gaumont ; ils fondent leur propre société de production, le studio EuropaCorp.

### Attribution des rôles
Luc Besson songeait initialement confier les deux rôles principaux à Patrick Bruel et Vincent Perez. Olivier Martinez et Yvan Attal ont été aussi contactés. Samy Naceri déclarera plus tard que Mathieu Kassovitz a refusé d'incarner le rôle de Daniel[réf. nécessaire].
Benoît Magimel devait jouer le rôle d’Émilien, mais il refusa l'offre pour tourner à la place Une minute de silence, par amitié pour son réalisateur Florent-Emilio Siri.

### Tournage
Le tournage s'est déroulé en seulement 28 jours, du 4 au 31 août 1997 à Marseille dans les Bouches-du-Rhône.
Le lycée Saint-Charles à Marseille est le commissariat dans le film. Le nom du lycée a été caché pour les besoins de tournage.
Le taxi du film existait en six exemplaires, dont finalement, une Peugeot 406 (super-tourisme du Super Tourenwagen Cup) et cinq Peugeot 406 modifiées pour le film : le « normal », le second servait pour les scènes de transformations, le troisième permettait de filmer à l'intérieur de la voiture, le quatrième était doté d'un volant supplémentaire à droite qui permettait à un pilote professionnel de piloter pendant que Samy Naceri faisait semblant, le cinquième était équipé des équipements aérodynamiques, et enfin le sixième servait de voiture de travelling,.

## Bande originale
Bandes originales Taxi
Taxi 2
(2000)
Le film utilise la chanson Misirlou comme musique d'introduction.
Luc Besson a demandé à Akhenaton du groupe IAM de composer la bande originale du film Taxi. Ce dernier composa l'instrumental de chaque morceau (sauf Tu me plais, composé par DJ Kheops), et invita plusieurs artistes émergents à y apposer leurs textes.
Pour promouvoir le film, le vidéoclip La vie de rêve du groupe 3e Œil a été réalisé, incluant des images du film.
Un album fut produit avec des titres provenant du film et d'autres du même genre. Il s'est vendu à plus de 600 000 exemplaires et est certifié disque de platine,.
Liste des titres
1. Maudits soient les yeux fermés - Chiens de Paille
2. Scooter
3. Dini - Assia
4. L'amour du risque - Fonky Family
5. La charge
6. Give me your love - Deni Hines
7. La vie de rêve - 3e Œil
8. 1re attaque
9. Le dernier coup - Freeman & K-Rhyme Le Roi
10. Ne rien faire - Karl
11. 2e attaque
12. Marseille la nuit - IAM
13. Taxi - Mafia Underground
14. Dernière banque
15. Vie infecte - Carré Rouge
16. Tu me plais - K-Reen & Def Bond
17. Thème de Lily III
18. Lyrix files - Akhenaton
19. What makes you a man - Deni Hines

Samples
- Tu me plais contient des samples de I Don't Want to Lose Your Love de Freddie Jackson, Le Crime Paie de Lunatic, et le thème de Dernier Domicile connu composé par François de Roubaix[22].

## Accueil

### Box-office
Le film connait un grand succès public en 1998 en cumulant 6 522 121 entrées au box-office français. Cependant, fait rare, le film n'a jamais été numéro un au box-office hebdomadaire malgré son nombre d'entrées.

## Distinctions
Entre 1999 et 2000, Taxi a été sélectionné 8 fois dans diverses catégories et a remporté 3 récompenses,.

### Récompenses
- César 1999 :
  - César du meilleur son pour Vincent Tulli et Vincent Arnardi,
  - César du meilleur montage pour Véronique Lange.
- Prix Csapnivalo 2000 : Ardoise d’or de la meilleure bande originale de film.

### Nominations
- César 1999 :
  - Meilleur film,
  - Meilleur réalisateur : Gérard Pirès,
  - Meilleur jeune espoir masculin : Samy Naceri,
  - Meilleur jeune espoir féminin : Marion Cotillard,
  - Meilleure musique originale : Akhenaton.

## Polémiques
Luc Besson a été accusé de plagiat par le scénariste Gérard Dardé et l'inspecteur de police Pierre Crombecque. Selon eux, de nombreuses séquences de Taxi ont été reprises de leur scénario Faux départ, qu'ils avaient déposé en 1994 au Syndicat national des auteurs et des compositeurs avant de le proposer à plusieurs sociétés de production. La plainte sera déboutée par le Tribunal de grande instance de Paris.